# Castelul Ajlun

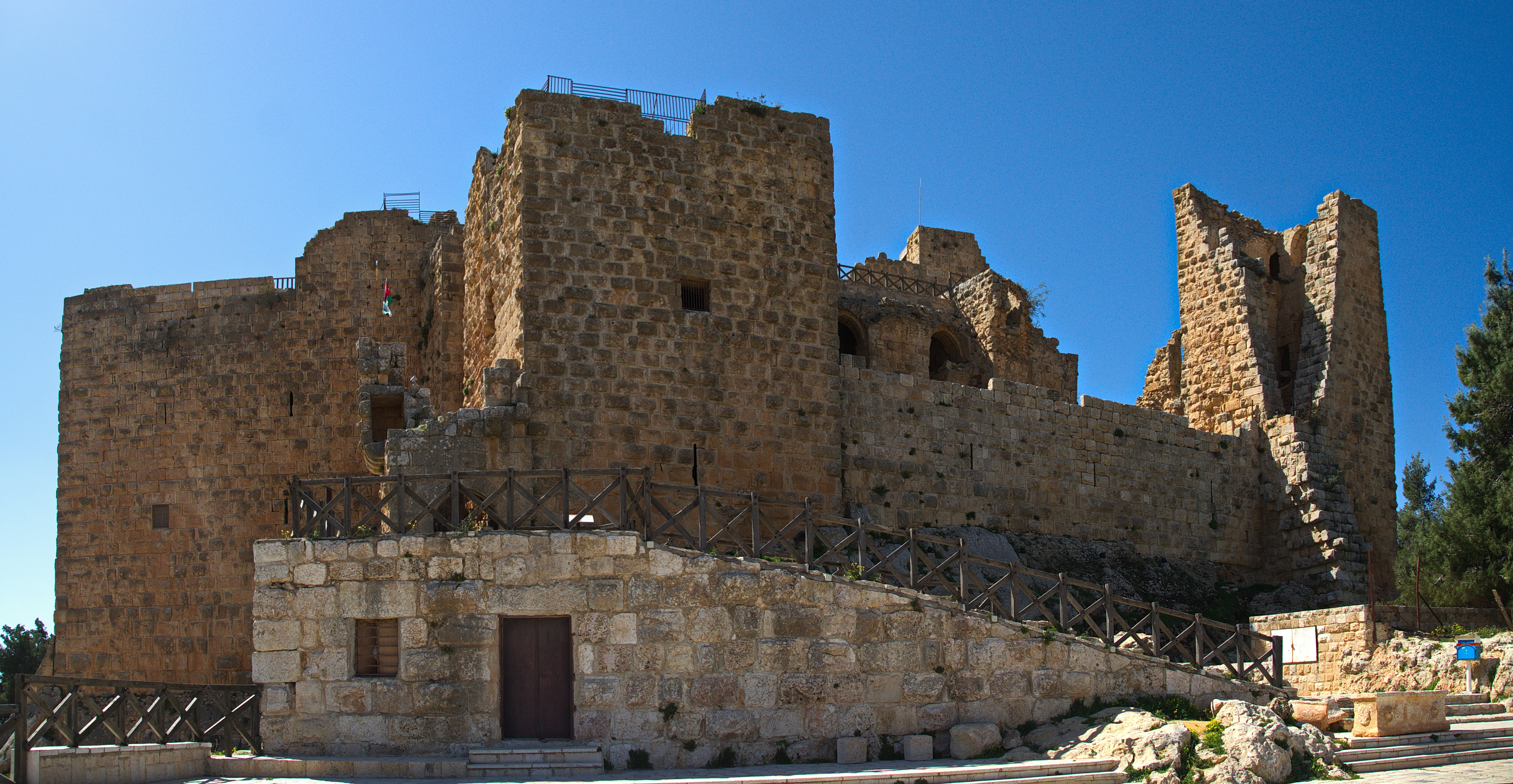
Fațadă nord-estică cu intrare

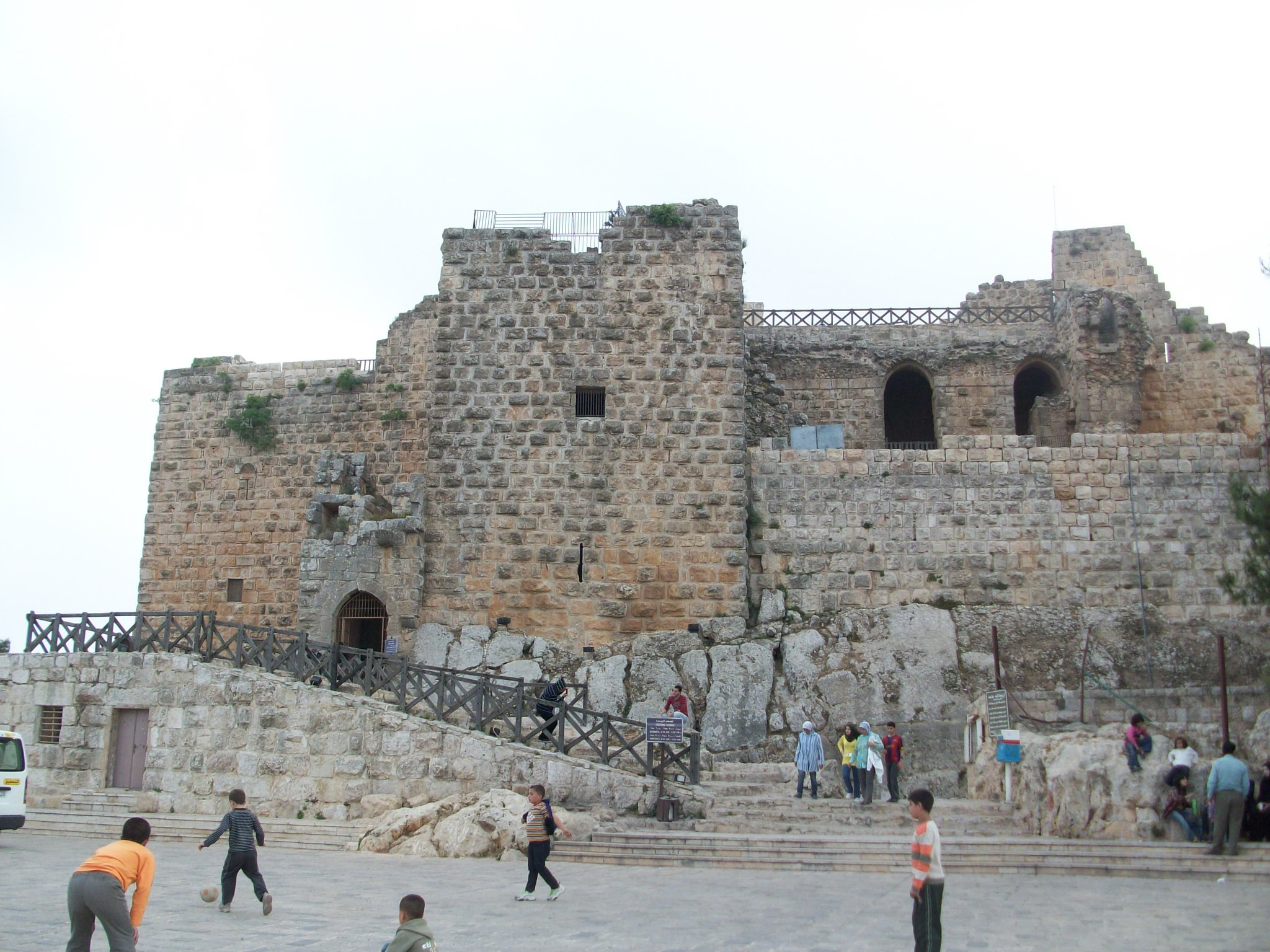
Castelul Ajlun, văzut de la est

Castelul Ajloun (în arabă قلعة عجلون; transliterat: Qalʻat 'Ajloun), nume medieval Qalʻat ar-Rabad, este un castel musulman din secolul al XII-lea situat în nord-vestul Iordaniei. Este așezat pe un vârf de deal aparținând districtului Mount Ajloun, cunoscut și sub numele de Jabal 'Auf după un trib beduin care a capturat zona în secolul al XII-lea. De pe terenul său înalt, castelul păzea trei wadiuri care coboară spre Valea Iordanului. A fost construit de ayyubizi în secolul al XII-lea și extinsă de mameluci în al XIII-lea.

## Nume
Numele „Ajlun” provine de la un călugăr creștin care a trăit pe acest munte în perioada bizantină.
Castelul a fost nucleul unei așezări care a crescut pentru a deveni actualul oraș Ajloun. Dezvoltarea castelului faubourg a dus la al doilea nume, Qalʻat ar-Rabad, „castelul faubourg” sau „castelul cu suburbiile”. Acest nume rezonează încă în numele de familie al unei mari și reputate familii creștine care deține cea mai mare parte a terenurilor agricole din imediata vecinătate a castelului până în prezent, Al-Rabadis.

## Istorie

### Mănăstirea bizantină

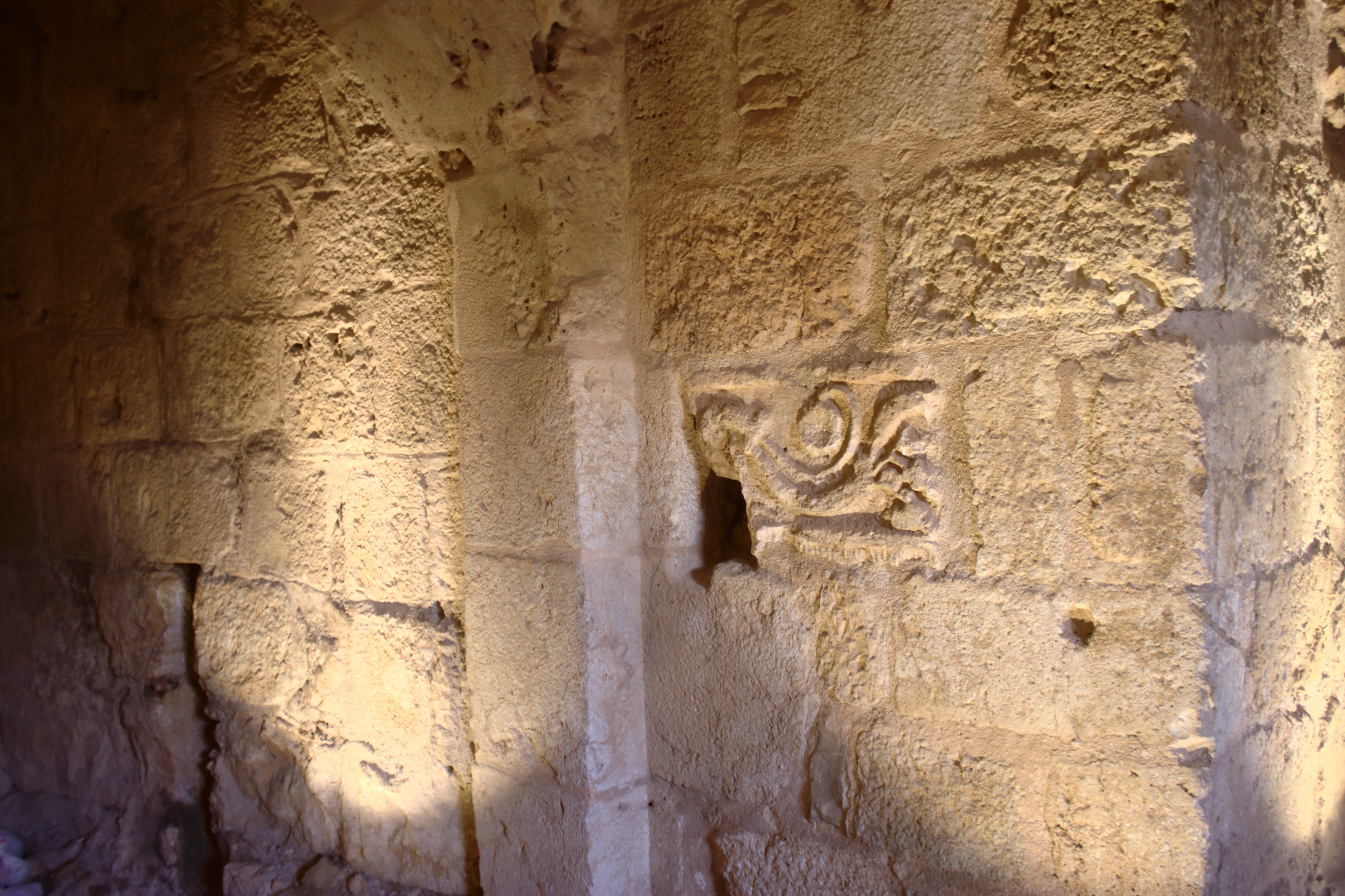
Ziduri interioare cu spolia vechi sculptate.

Castelul Ajlun este situat pe locul unei vechi mănăstiri, ale cărei urme au fost descoperite în timpul săpăturilor arheologice. Tradiția spune că numele „Ajlun” provine de la un călugăr din perioada bizantină care a trăit în zonă.

### Castelul Ayyubid din secolul al XII-lea

#### Scop
Castelul a fost reconstruit în 1184 de către Izz al-Din Usama, general în armata lui Saladin. Castelul controla traficul de-a lungul drumului care leagă Damascul și Egiptul. Potrivit istoricului lui Saladin Baha ad-Din ibn Shaddad, cetatea a fost construită în primul rând pentru a ajuta autoritățile din Damasc să controleze triburile beduine ale jabalului 'Auf. Aceștia s-au bucurat de suficientă autonomie încât să se alieze Cruciaților, și au înființat la un moment dat o tabără de 100 de corturi lângă castelul cavalerilor Ospitalieri din cetatea Belvoir pe partea opusă a Văii Iordanului. Ca atare, Castelul Ajlun este una dintre puținele fortărețe musulmane construite de ayyubizi pentru a-și proteja tărâmul împotriva incursiunilor cruciate, care ar puteau proveni din Beisan sau Belvoir în vest și de la Karak în sud.
De la locul său, cetatea a dominat o porțiune largă din nordul văii Iordanului, a controlat cele trei pasaje principale care au dus la ea (Wadi Kufranjah, Wadi Rajeb și Cherit, și a protejat rutele de comunicare dintre sudul Iordaniei și Siriei. A fost construit pentru a limita progresul Regatului Latin, care cu domnia senioriei de Oultrejordain⁠(d) câștigase un punct de sprijin în Transiordania⁠(<span title="Transiordania (regiune)|Transiordania la Wikidata">d), și ca o replică la castelul Belvoir la câțiva kilometri sud de Marea Galileeii. Un alt obiectiv major al cetății a fost protejarea dezvoltării și controlului minelor de fier din Ajlun.

#### Construcția originală
Castelul original avea patru turnuri de colț conectate prin ziduri de pod și o poartă dublă. Fantele săgeată au fost încorporate în pereții groși și a fost înconjurat de un șanț lat în medie de 16 metri (aproximativ 52 de picioare) și adânc de 12-15 metri (aproximativ 40-50 de picioare).

### Secolul al XIII-lea: expansiune, distrugere mongolă, restaurare
După moartea lui Osama, castelul a fost mărit în anii 1214-15 d.Hr. de către  guvernatorul mameluc Aibak ibn Abdullah. El a adăugat un nou turn în colțul de sud-est și a construit poarta.
Castelul și-a pierdut importanța militară după căderea Karakului în 1187 d.Hr. în fața ayyubizilor. La mijlocul secolului al XIII-lea d.Hr., castelul a fost cedat lui Yousef ibn Ayoub, emir de Alep și Damasc, care a restaurat turnul de nord-est și a folosit castelul ca centru administrativ.
În 1260 d.Hr., mongolii au distrus⁠(<span title="Invaziile mongole din Levant#invazia din 1260 |mongolii au distrus la Wikidata">d) secțiuni ale castelului, inclusiv crenelurile sale. La scurt timp după victoria mamelucilor asupra mongolilor la Ain Jalut, sultanul ad-Dhaher Baibars I a restaurat castelul și a curățat șanțul. Castelul a fost folosit ca depozit pentru culturi și provizii. Când Aybak⁠(d) a fost numit guvernator, el a renovat castelul așa cum indică o inscripție găsită în turnul de sud-vest al castelului.

### Perioada otomană
În timpul ocupațzei otomane, un contingent de cincizeci de soldați a fost găzduiit în interiorul castelului. În primul sfert al secolului al XVII-lea, prințul Fakhr-al-Din al II+lea⁠(d) l-a folosit în timpul luptei sale împotriva lui Ahmad ibn Tarbay. El a aprovizionat castelul cu un contingent și a furnizat provizii și muniție. În 1812, călătorul elvețian Johann Ludwig Burckhardt a găsit castelul locuit de aproximativ patruzeci de oameni.

### Cutremure și restaurări
Două cutremure distructive majore au lovit castelul în 1837 și 1927. Recent, Departamentul de Antichități al Iordaniei a sponsorizat un program de restaurare și consolidare a zidurilor și a reconstruit podul peste șanț.

## Turism
Castelul Ajlun este deschis pentru turism. Multe zone ale castelului pot fi explorate. Turiștii din Iordania vizitează adesea castelul. În interior există, de asemenea, o expoziție muzeală cu multe artefacte interesante din diferite perioade de timp ale regiunii.

## Galerie

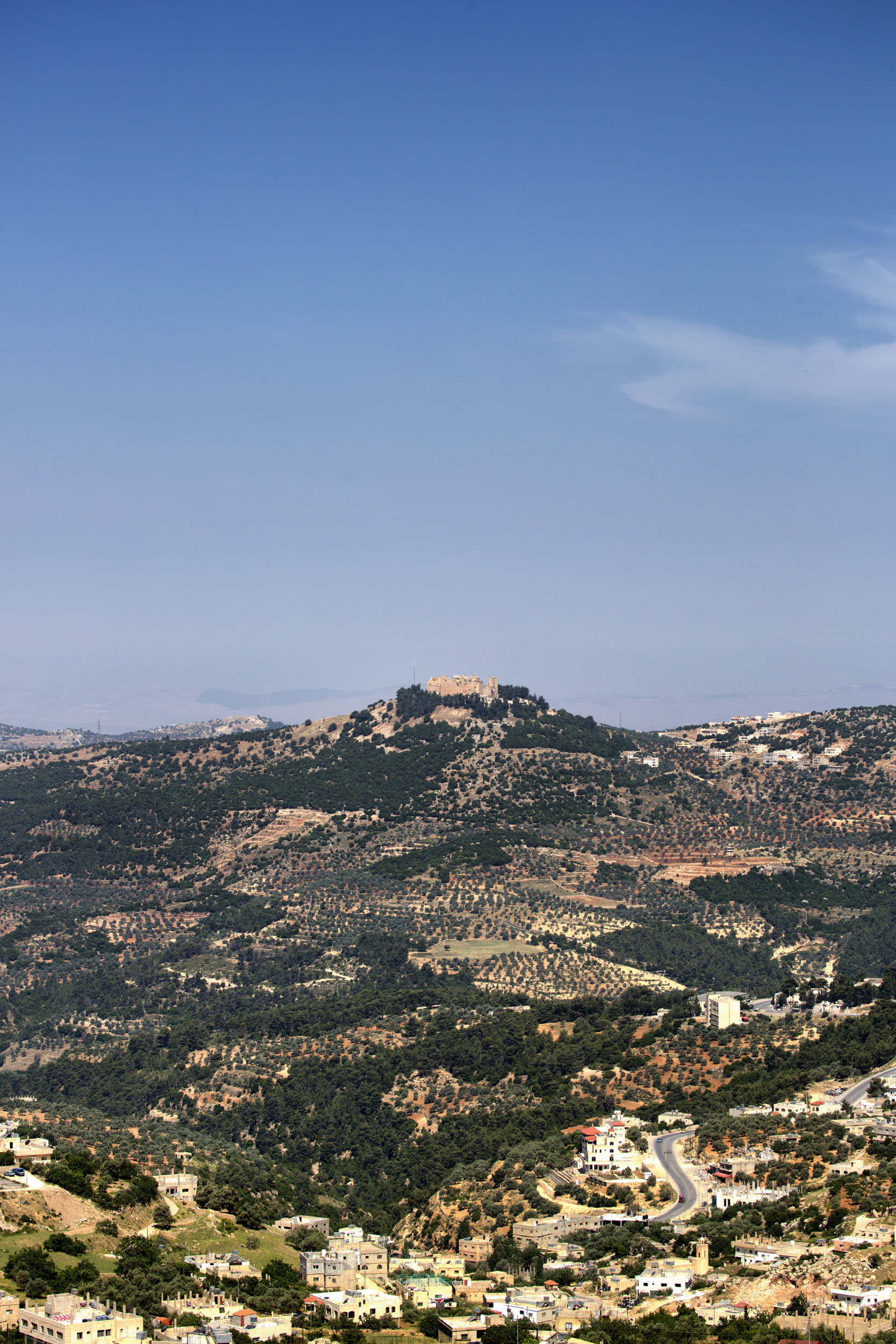
Vedere generală a castelului de pe vârful Jabal 'Auf
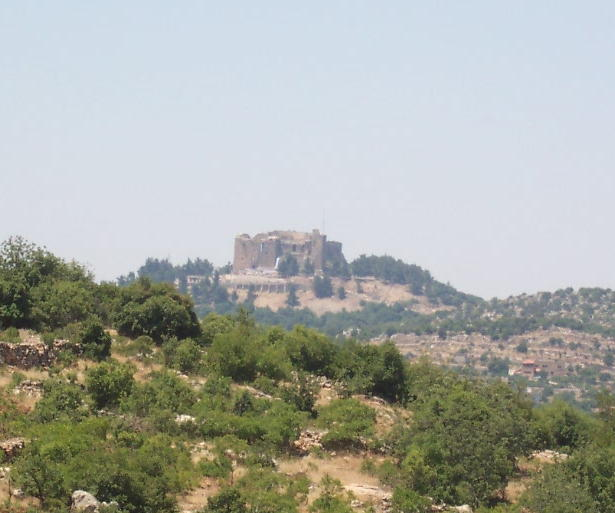
Vedere generală, castel și munte
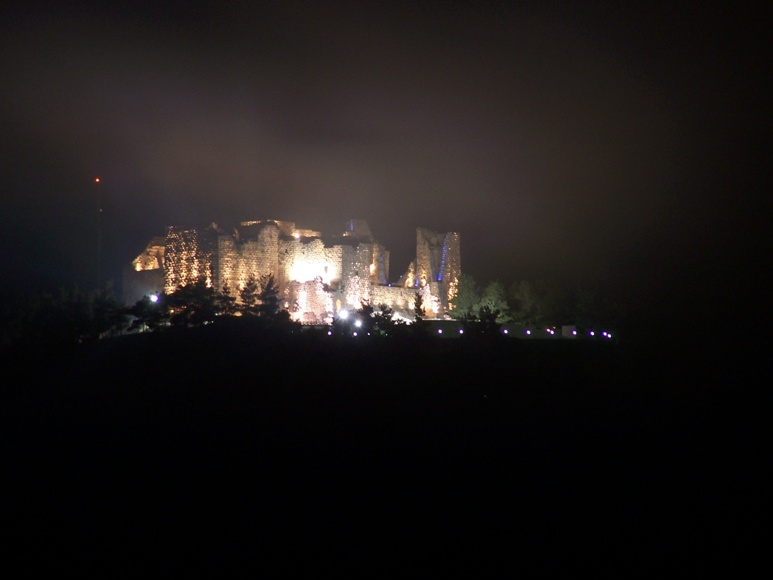
Vedere generală noaptea
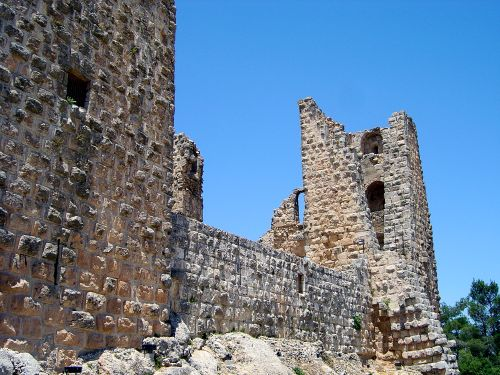
Zidurile castelului din exterior
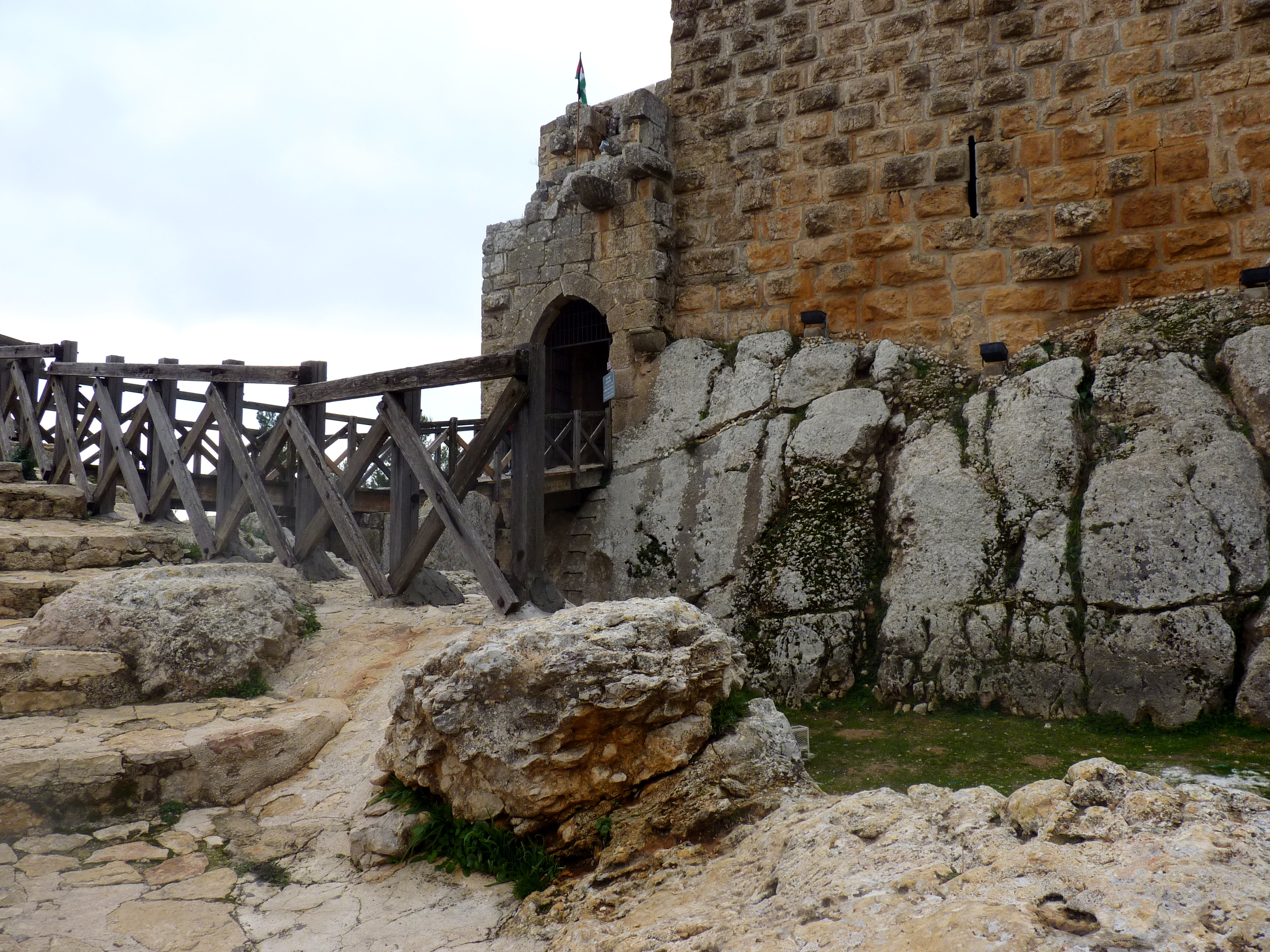
Șanțul, podul și poarta exterioară
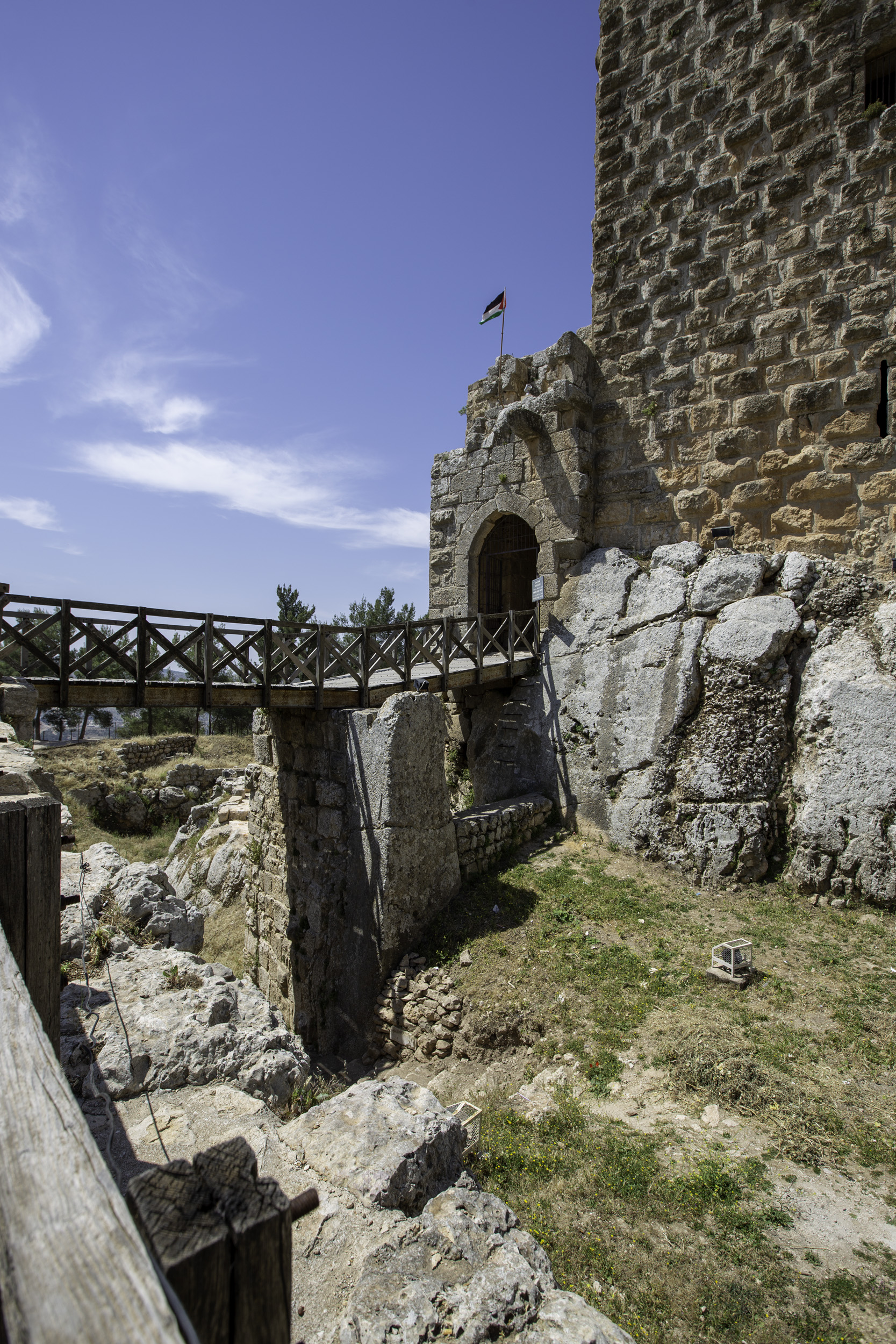
Podul peste șanț, poarta exterioară
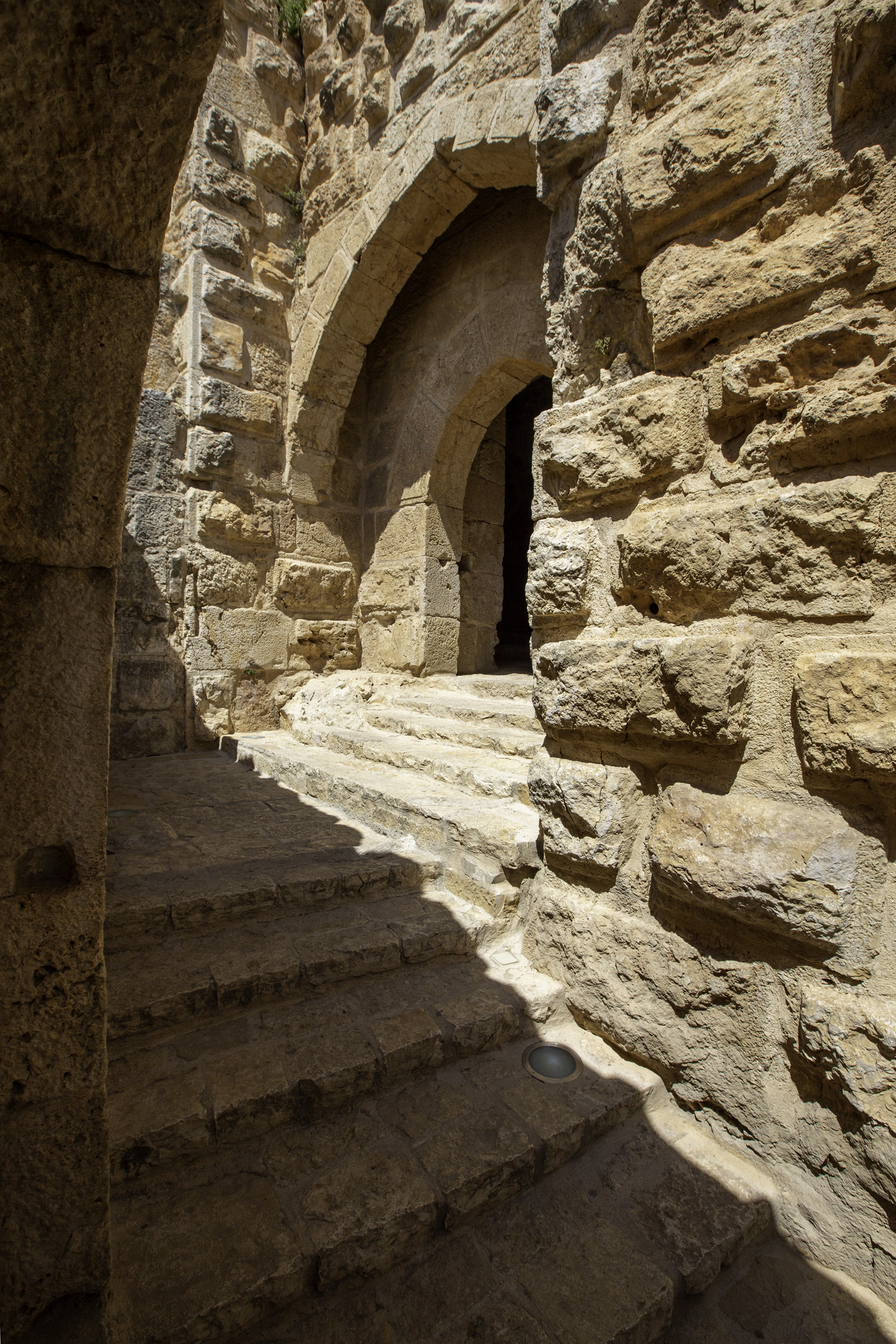
A doua poartă
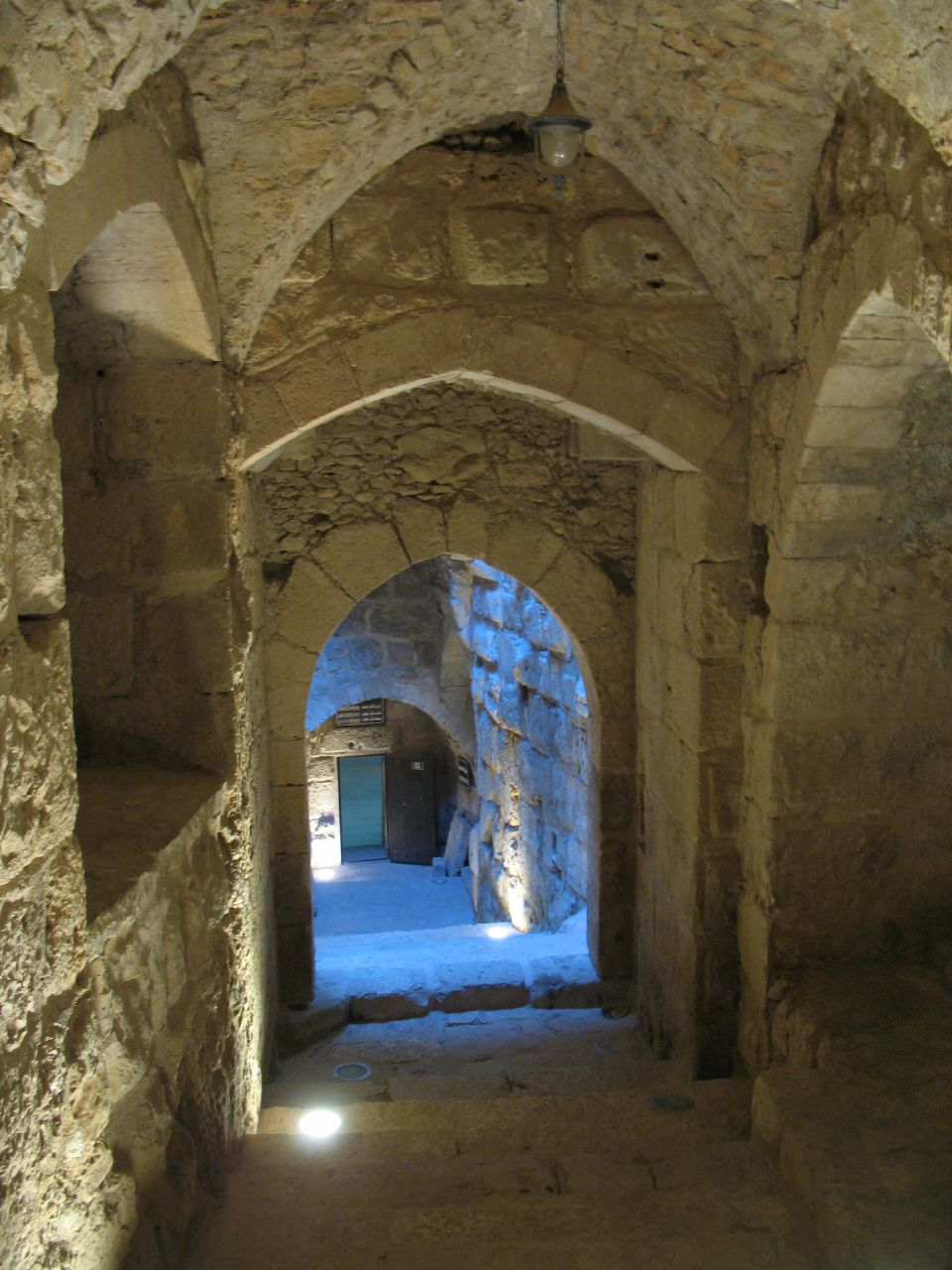
Pasaj (scări) care urcă de la poarta interioară, de la ușă la muzeu
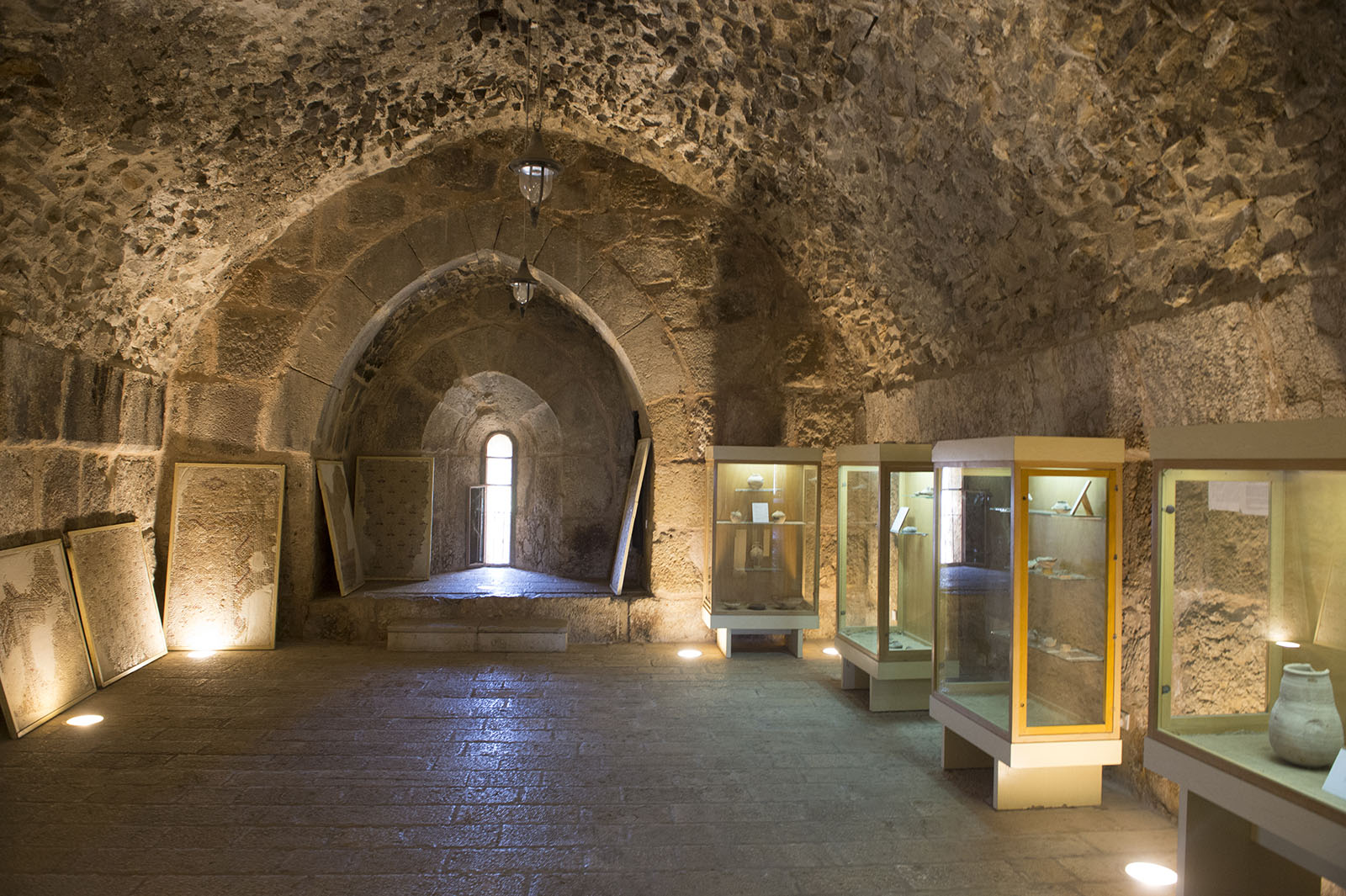
Sala castelului care adăpostește muzeul
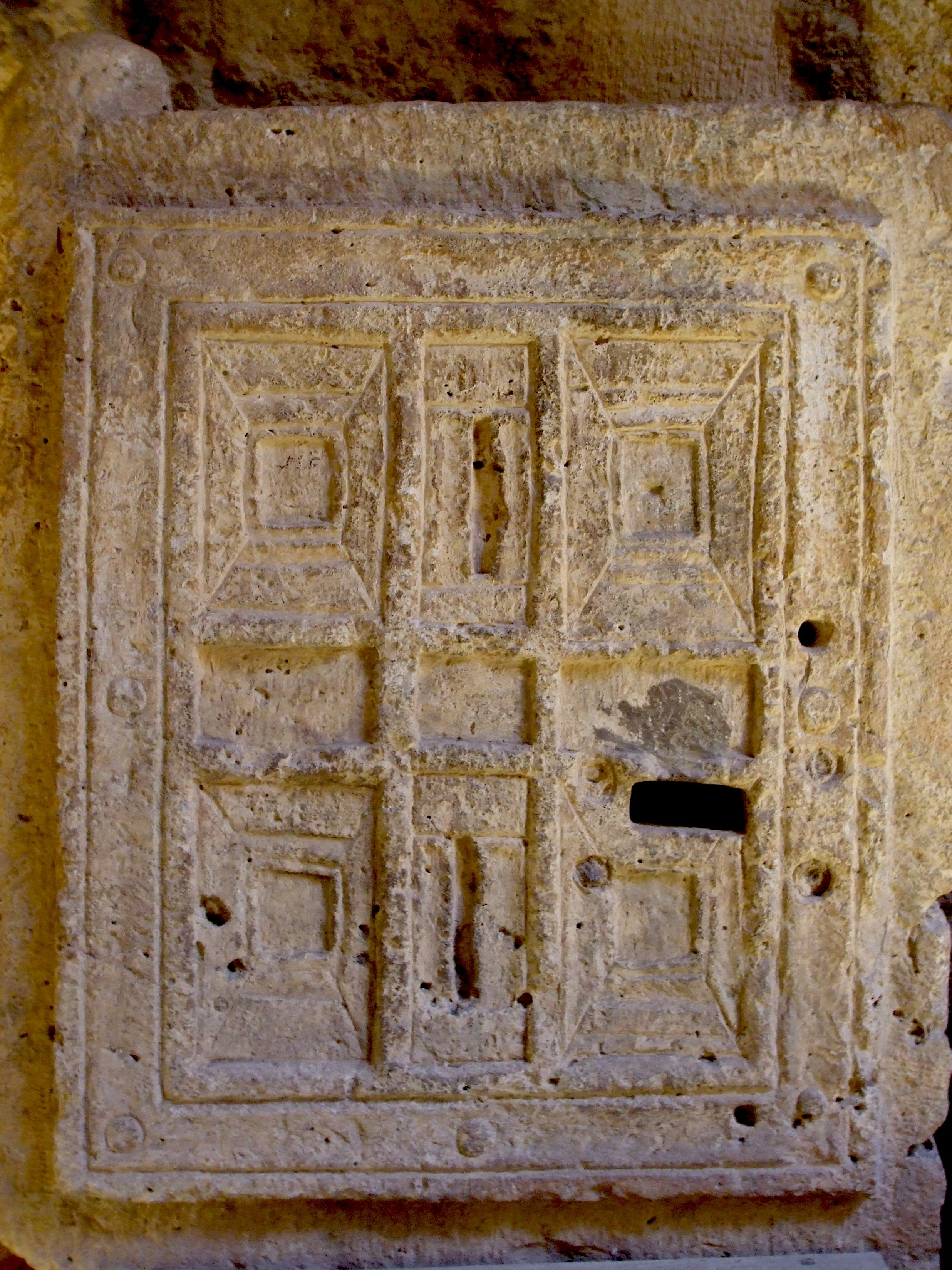
Muzeu: ușă sculptată în piatră a mormântului antic
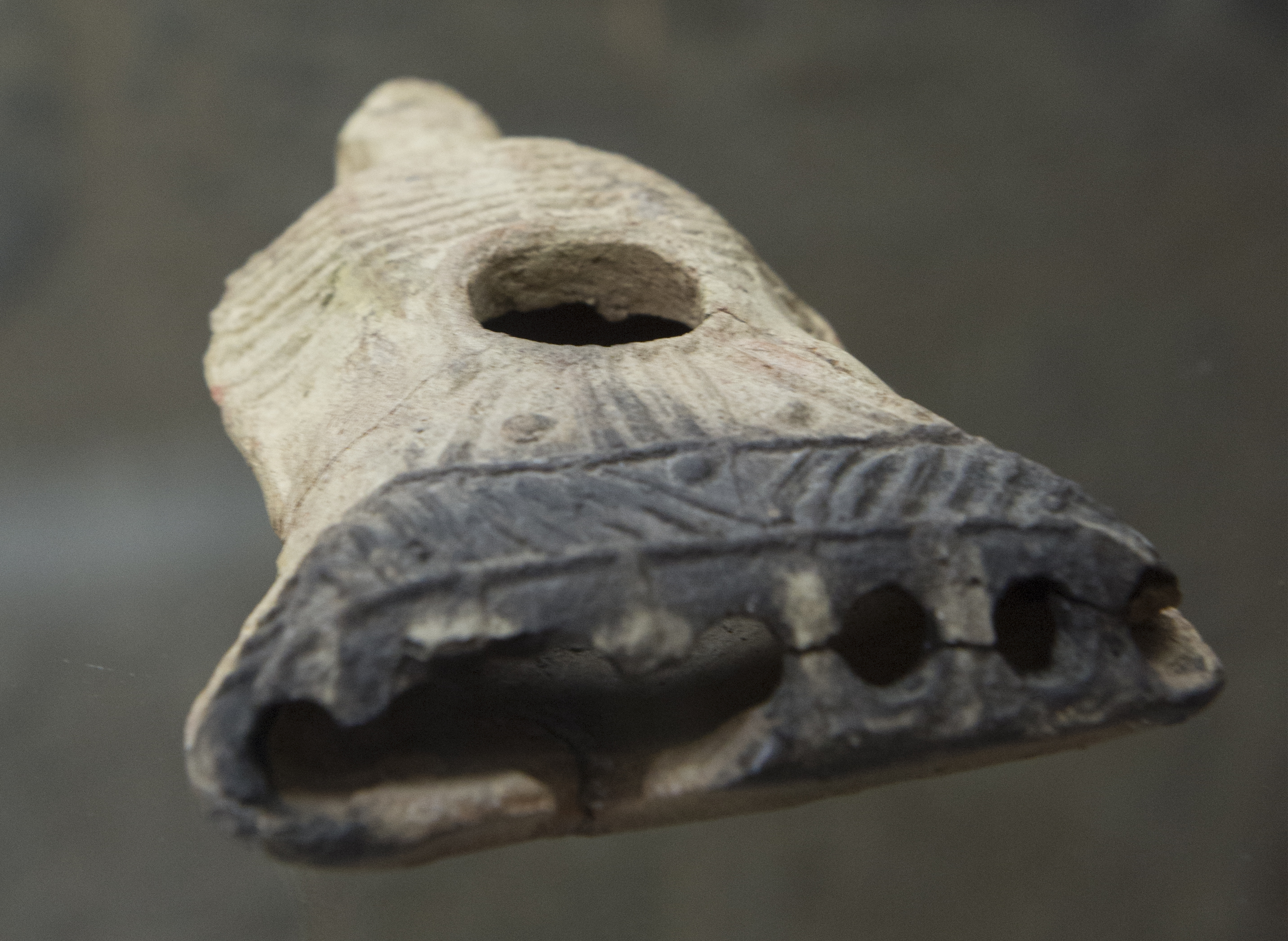
Muzeul Castelului Ajloun: lampă antică cu ulei multi-fitil
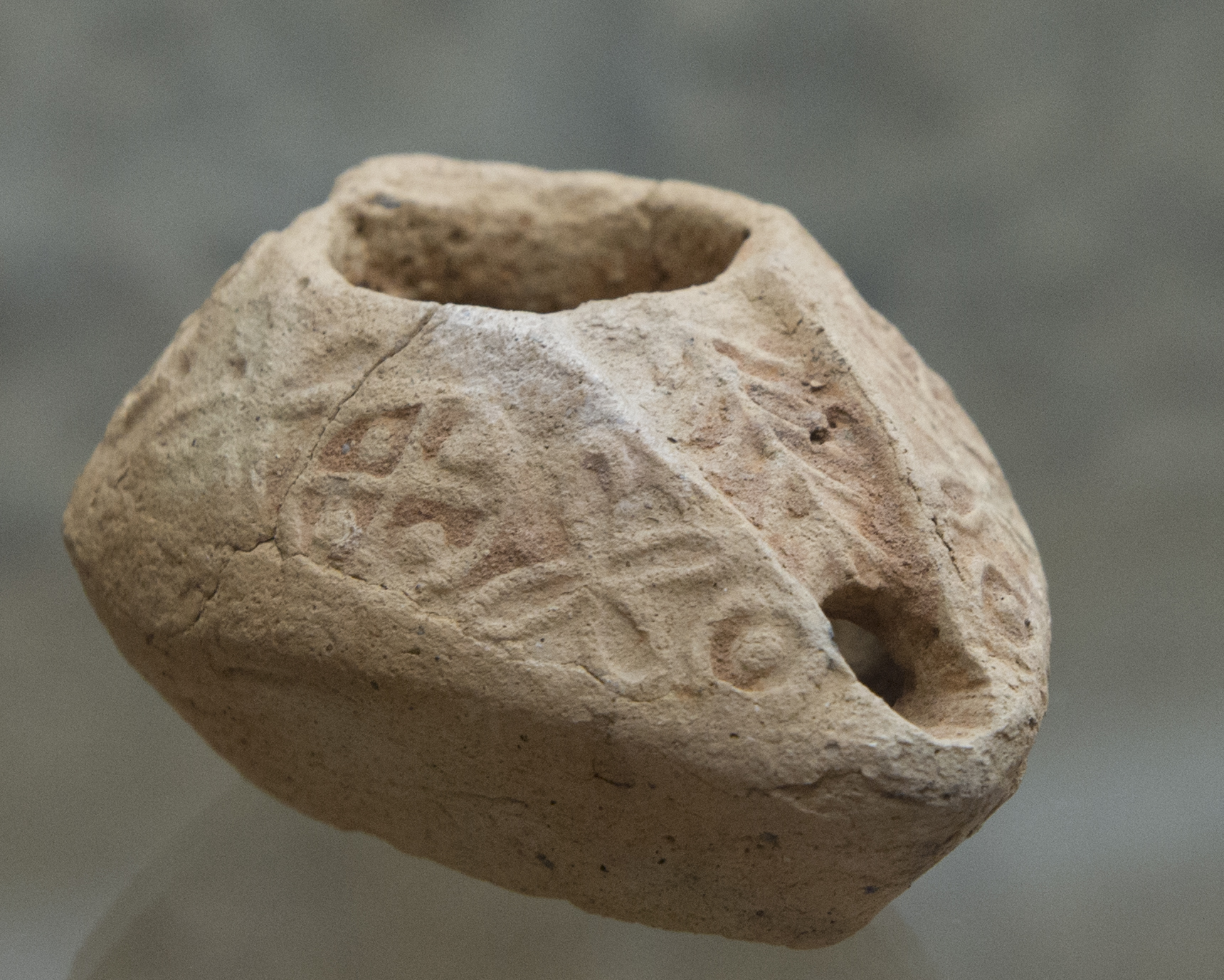
Muzeul Castelului Ajloun: lampă petrolieră creștină, perioada bizantină
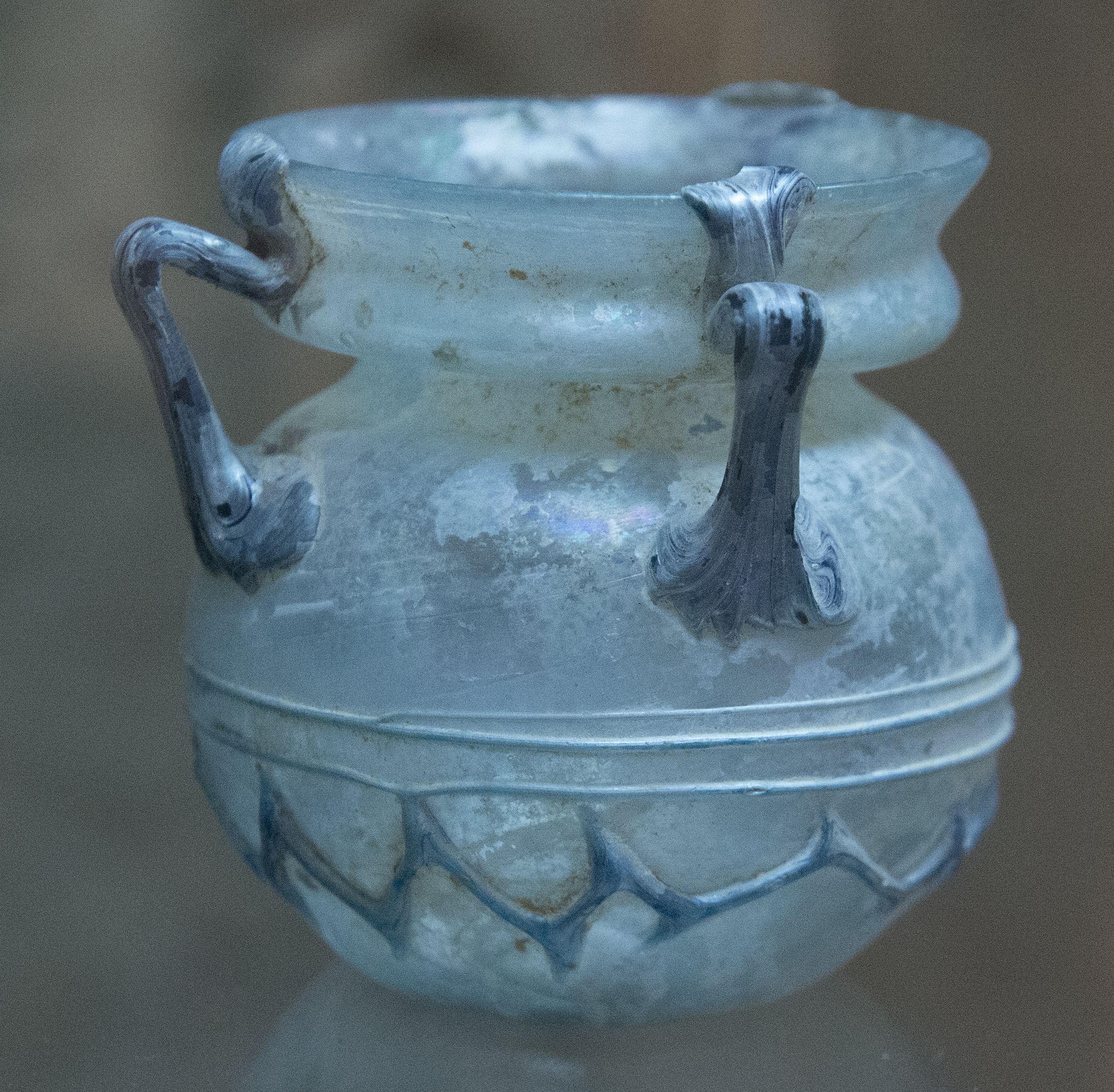
Muzeul Castelului Ajloun: vas de sticlă roman
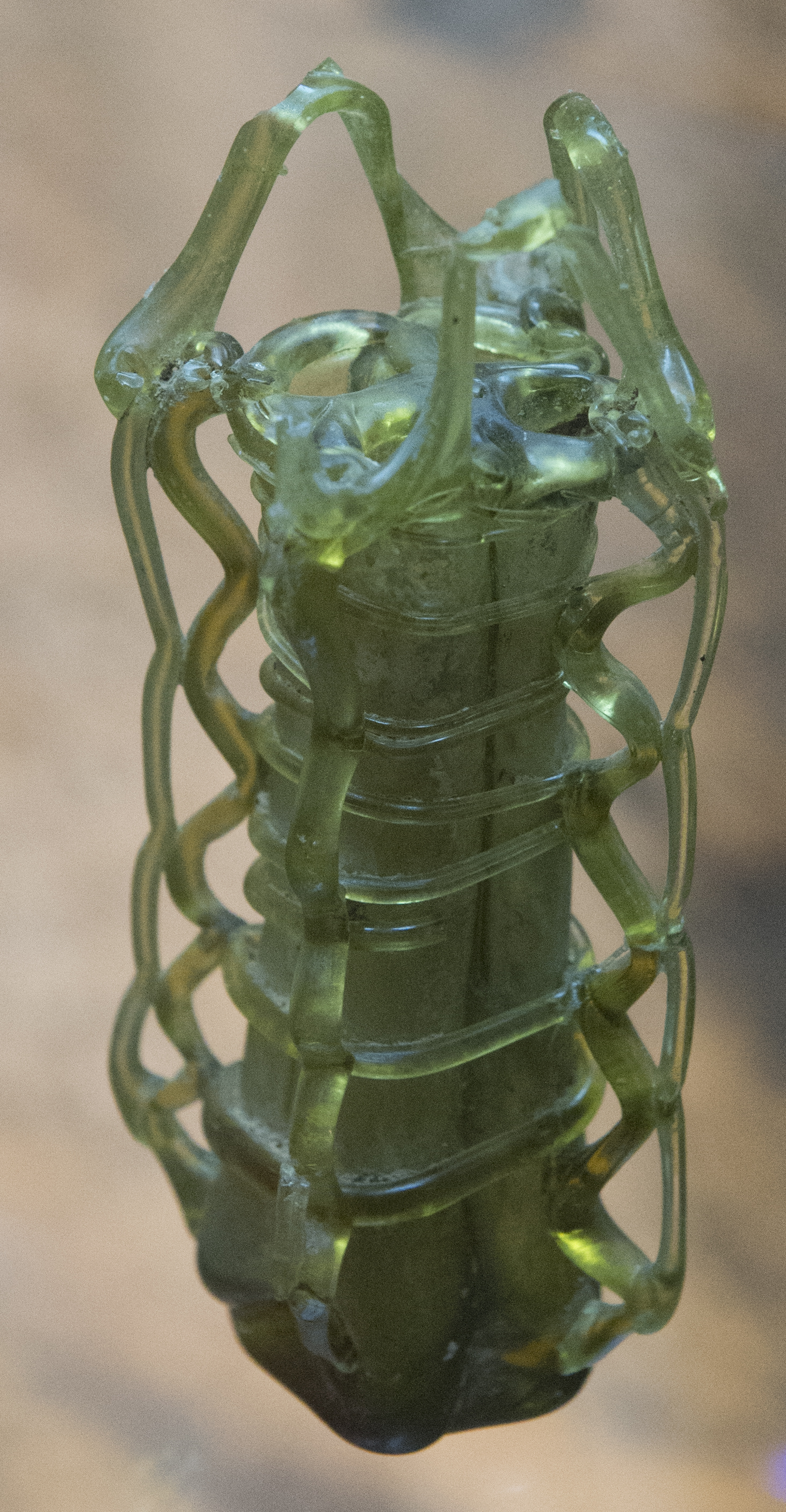
Muzeul Castelului Ajloun: obiect roman din sticlă
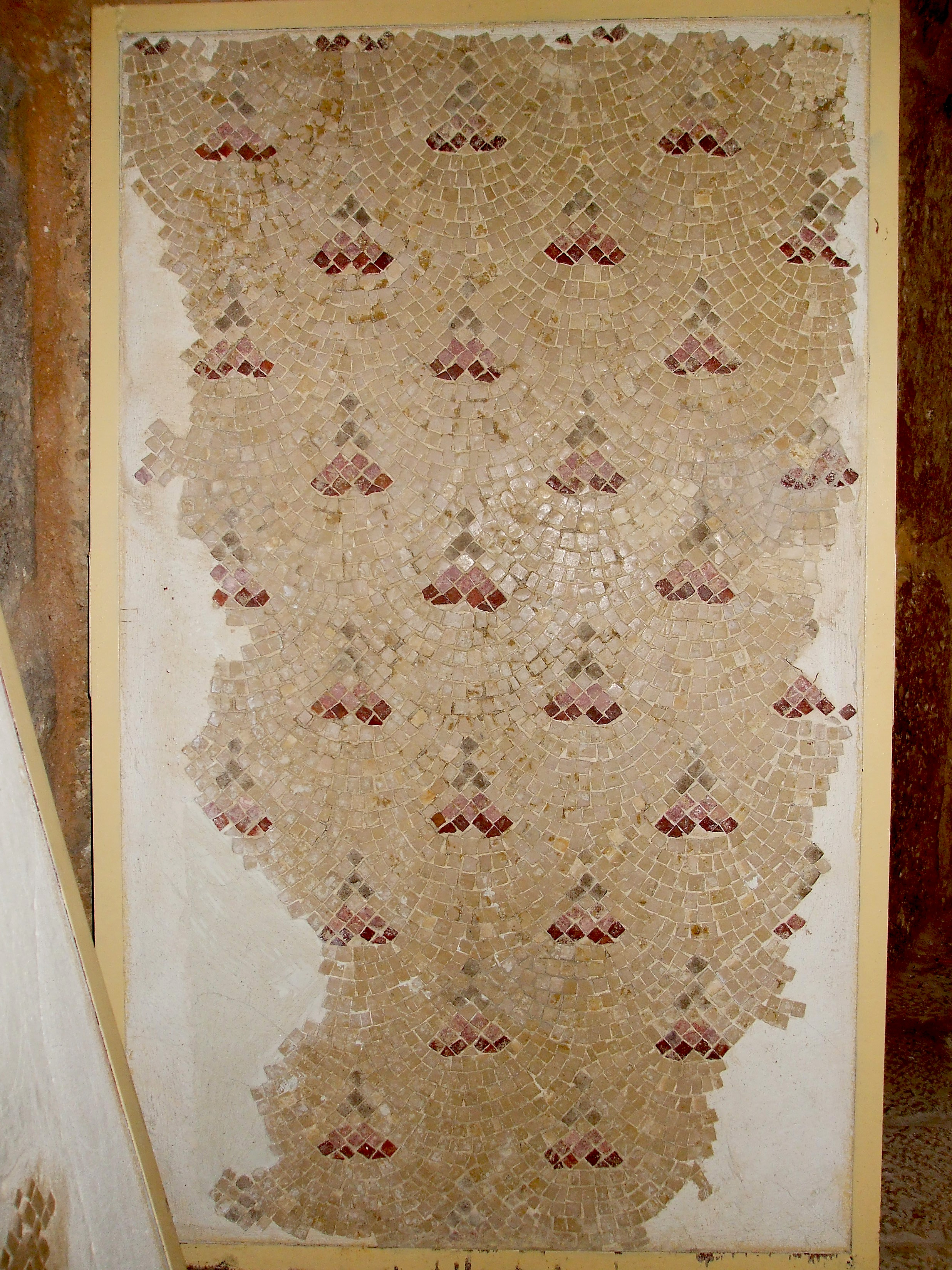
Muzeul Castelului Ajloun: pardoseală din mozaic bizantin conservată
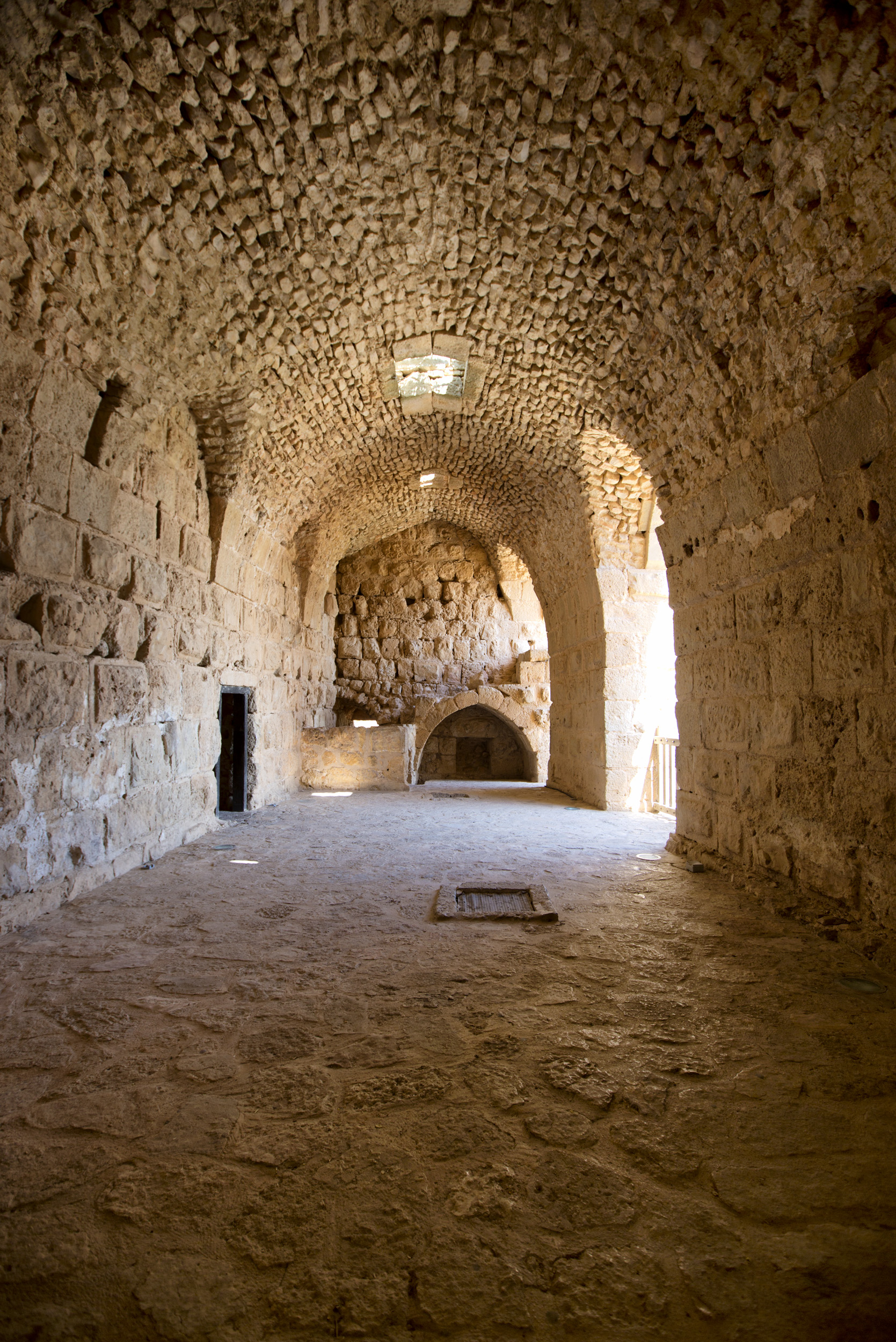
Vedere interioară (coridor)
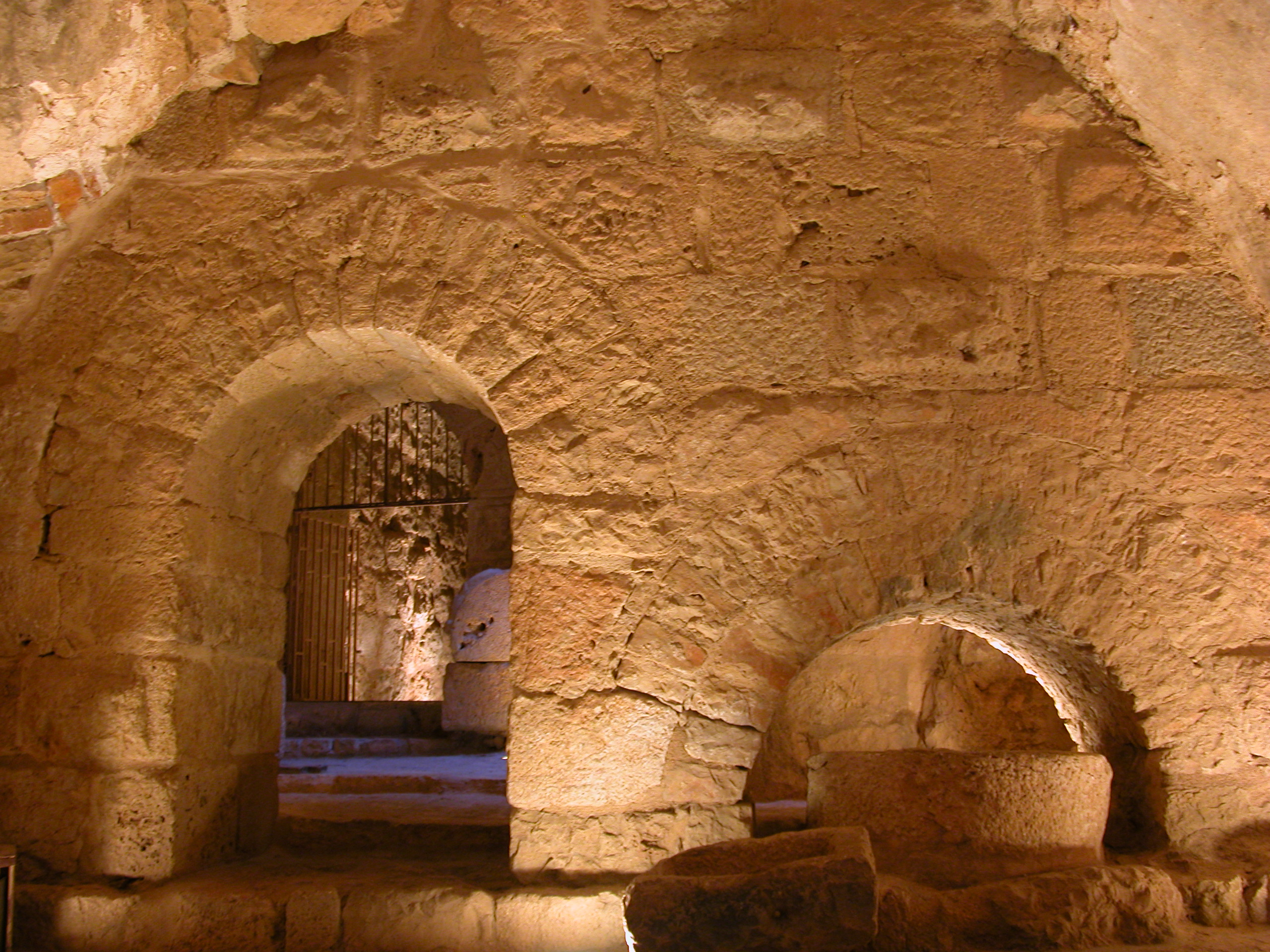
Vedere interioară (ușă între coridor și cameră)
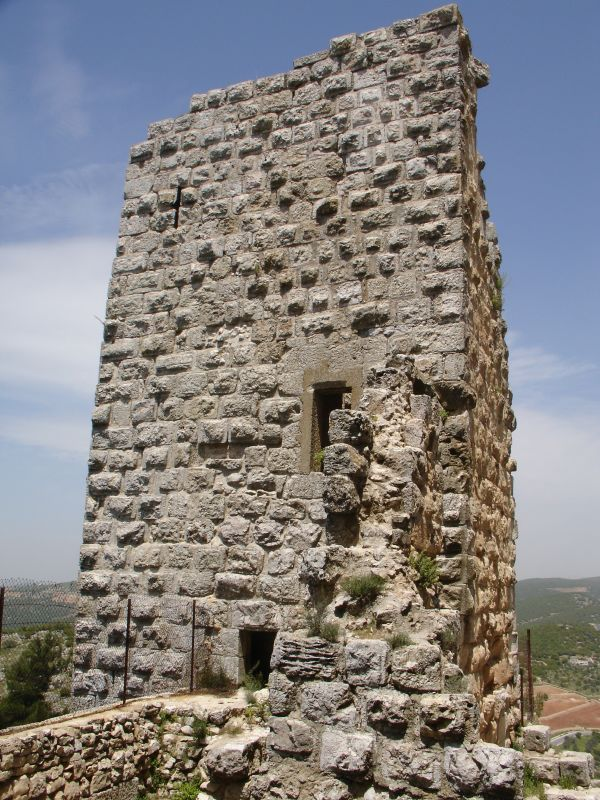
Un turn de veghe
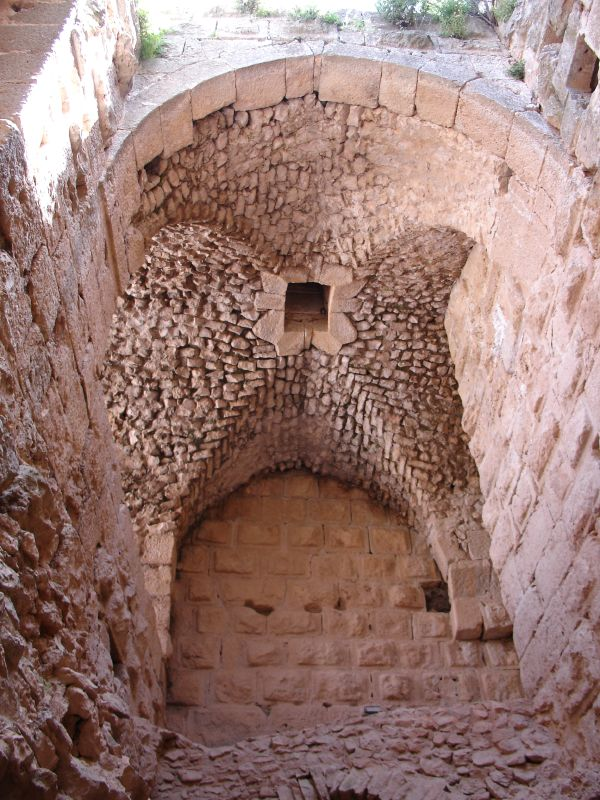
Plafon boltit
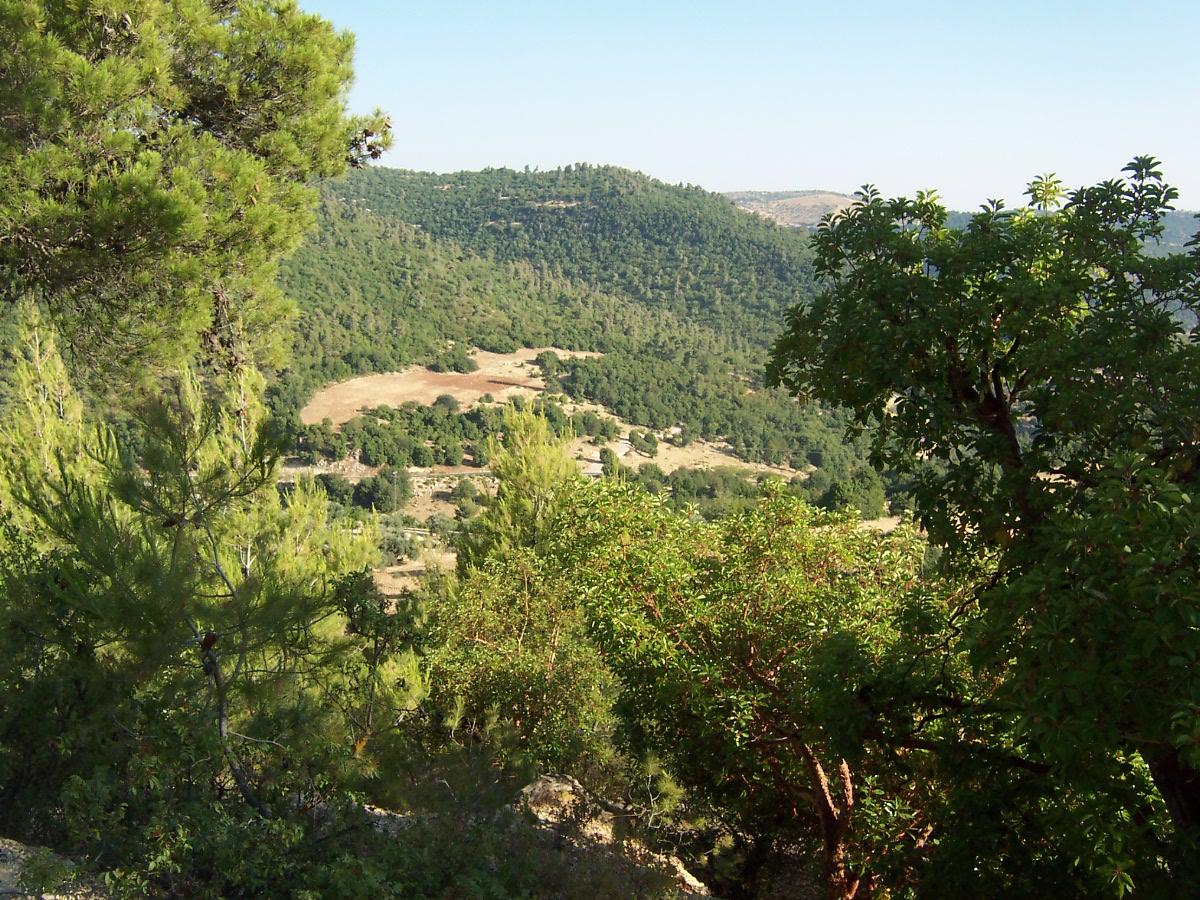
Munții Ajloun
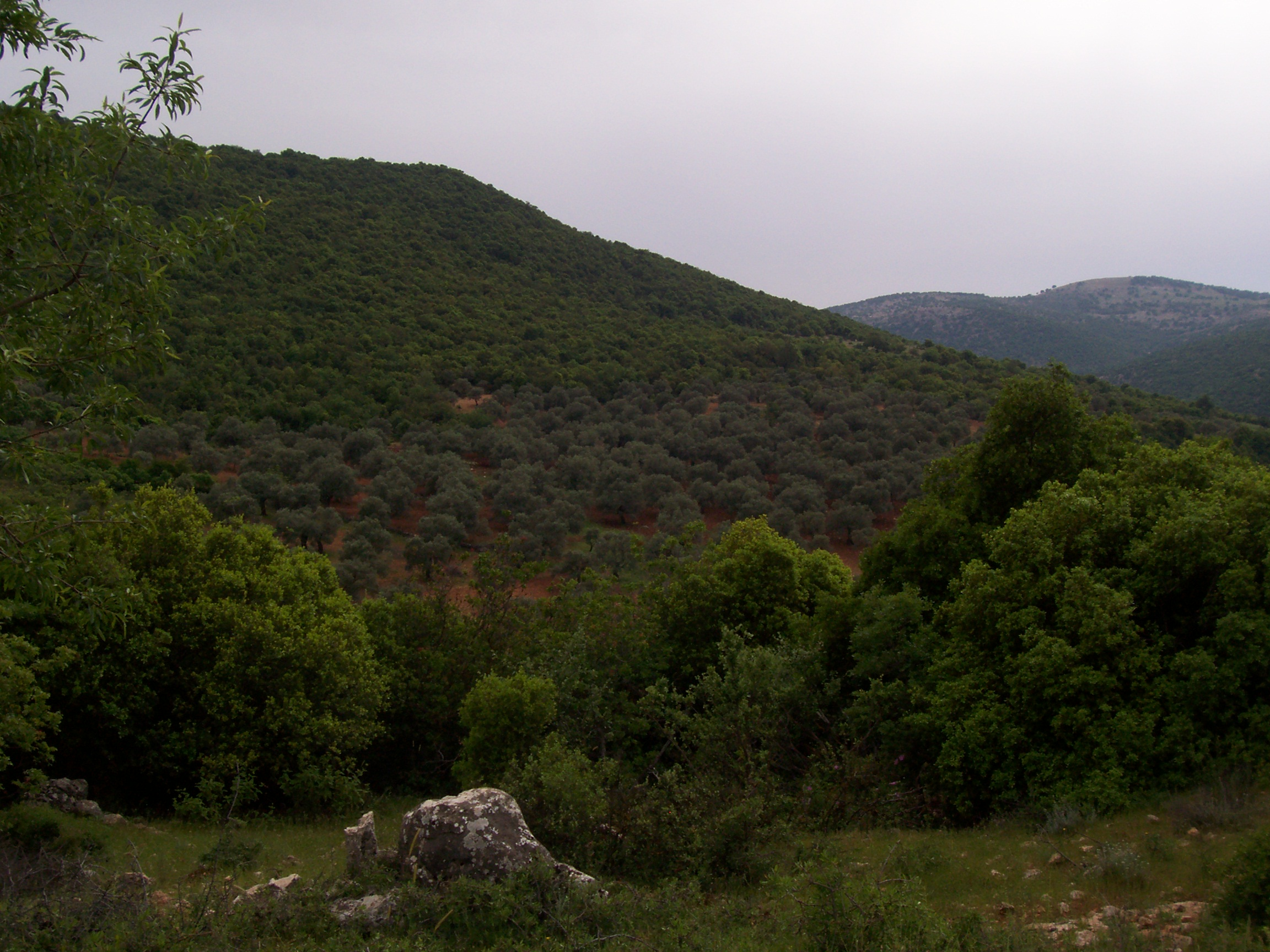
Munții Ajloun